# A1公路 (拉脱维亚)
A1高速公路（里加巴尔泰泽尔斯-爱沙尼亚边境艾纳日镇），也称为塔林高速公路，是拉脱维亚的一条国道。该高速公路连接拉脱维亚首都里加与爱沙尼亚边境附近的城镇艾纳日，而高速公路在爱沙尼亚的路段作为4号爱沙尼亚国道一直延伸至爱沙尼亚首都塔林。A1高速公路被沥青全覆盖，在拉脱维亚的长度为101.7 km（63.2 mi）公里。这条高速公路是欧洲E67公路的一部分，从利拉斯泰村到爱沙尼亚边境的路段，距离波罗的海的沿岸不超过6公里。
在人口稠密地区以外的区域如紹爾克拉斯蒂和其他地区的路段，夏季限速为100km/h，冬季限速为90km/h。阿达日镇的道路限速为80km/h，其他的人口稠密地区的限速是90km/h。

## 交通
从里加至高亚河大桥之间的路段，每天约有27,000辆汽车通行，从高亚河大桥至紹爾克拉斯蒂的路段，每天约有9,000辆汽车通行，道路的其余部分，交通强度要低得多，每天超过约有7,000辆汽车通行。总体而言，在2016年，A1高速公路的年平均每日交通流量为每日10655辆汽车。
目前为止在高速公路上安装了7个固定测速摄像头。政府计划于2023年开始在拉脱维亚使用平均速度控制雷达，其中一个测速点位于紹爾克拉斯蒂路段之前的大弯道，在公路里程13.4-20.0km的位置。

## 历史
2004年自拉脱维亚加入欧盟后，政府对部分道路进行了重建，从道路里程6公里至P1公路的路口，行车道被拓宽至11.5米（部分地方达12米），同时修建人行道和自行车道，减少出口数量，建设平行交通道路，重建铁路桥梁。同年，从高亞河桥到利拉斯泰村的路段得到重建。在此路段中，车道也被拓宽至11.5米宽，重建了与主路之间的交叉路口，并在高速公路上建造了一座人行/自行车桥。
从2005年7月到2007年9月，政府参与兴建了对紹爾克拉斯蒂附近道路的建设项目；作为该项目的一部分，该项目含有一条20公里的新道路、7个两级道路立交桥、2座铁路桥、2条人行隧道、数个隔音屏障、13公里的通路，以及将近五公里的自行车道。该项目总成本为1.13亿欧元，其中36%（4000万欧元）由欧盟凝聚基金共同出资。其中在紹爾克拉斯蒂和斯维特茨埃姆斯之间40公里的路段得到了重建。在施工过程中，施工队重建了最重要的十字路口，除此以外还修建了一条长三公里的人行道。
2015年1月，政府宣布对A1高速公路里加至阿达日（道路里程0-6.3公里段）的路段进行表面修复，随后于在2月重建了从薩拉茨格里瓦至爱沙尼亚边界（道路里程89.4-101.4公里段）的路段。
2018年5月，从敦塔到斯维特茨埃姆斯之间的33公里路段开始了路面修复。该项目总耗资535万欧元，预算全部由国家提供资金。
2020年6月，开始对紹爾克拉斯蒂的路段的路面进行修复。该建筑工程由SIA Via以220万欧元的合同价格进行，预算全部由国家提供资金。
为了缓解巴尔泰泽尔斯和阿达日之间的交通拥堵，政府决定在2021年修建一条新的斯库尔泰-萬加日高速公路，该高速公路将在阿达日军事基地的东侧与波羅的海鐵路铁路保持平行的关系。新高速公路将有单独的车道，限速130公里/小时。然而，由于工程造价过于昂贵、对环境的潜在影响以及当地民众的强烈反对，拉脱维亚公路管理局不得已于2022年8月决定取消该项目。

## 未来建设
2020年，对薩拉茨格里瓦的薩拉察河桥进行安全检查后，发现这座建于1960年的桥属于危桥有安全隐患。因此，出于安全考虑，目前在桥的两端设置了红绿灯，并且限制过桥车辆的轴重，除此以外车与车之间也必须保持30m的距离。预计2022年底，将完成新桥建设项目的开发，以便新桥工程于2023年开工。而在大桥改造期间，将新建一座6m宽的临时绕行桥。新桥宽度为14.5m，道路两侧有两条4m宽的行车道和两条2.5m宽的人行道。该建设项目目前由城建公司SIA Projekts 3进行；合同价格为18.5万欧元，其中30%（5.5 万欧元）的预算由薩拉茨格里瓦的市政府提供资金。
考虑到交通拥堵问题，政府计划在阿达日附近的路段与P1公路的交汇路段建造一个两层立交桥，以便为机动车、非机动车和行人提供安全和畅通的通道抵达察爾尼卡瓦和 阿达日。该建设项目的开发始于2022年，而立交桥的建设计划于2024年之前进行。

## 高速公路连接点
- A2
- P1
- P6
- P53
- P11
- P12
- P15

## 途经的城镇
- 里加
- 巴尔特泽
- 阿达西
- 百合花
- 绍尔克拉斯蒂
- Zvejniekciems
- 邓特
- Jelgavkrasti
- 科学
- 萨拉茨格里瓦
- 奎维兹
- 艾纳日

## 图集

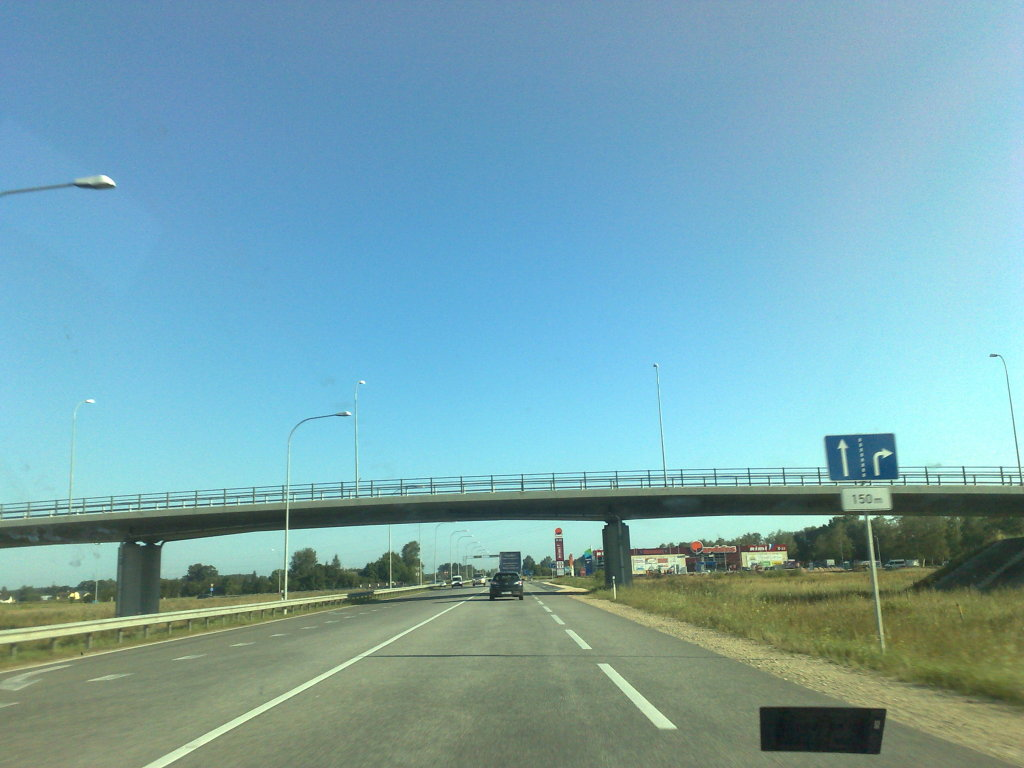
靠近阿达日（英语：Ādaži）镇的公路
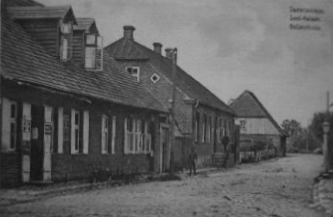
在薩拉茨格里瓦镇附近的公路，摄于1910年
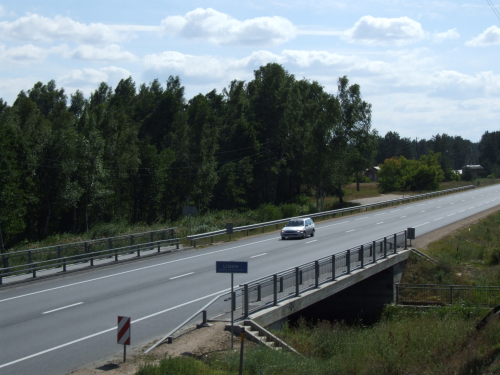
穿越利拉斯泰河的公路
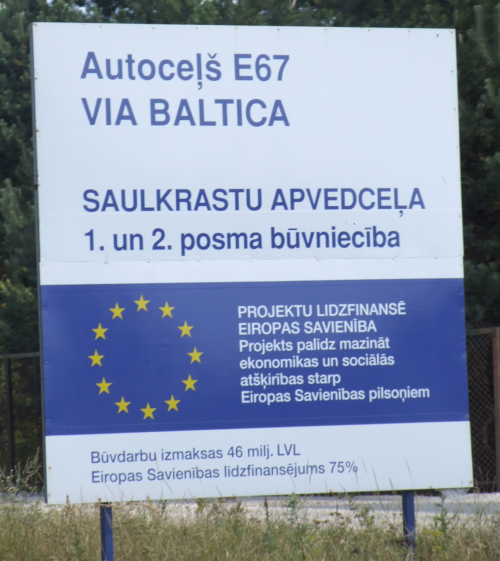
在紹爾克拉斯蒂镇附近的道路建设标志，摄于2006年